# Festival international de Louisiane
Le Festival international de Louisiane est un festival musical francophone qui se déroule dans la ville de Lafayette dans la région de l'Acadiane en Louisiane aux États-Unis depuis 1986.

## Présentation

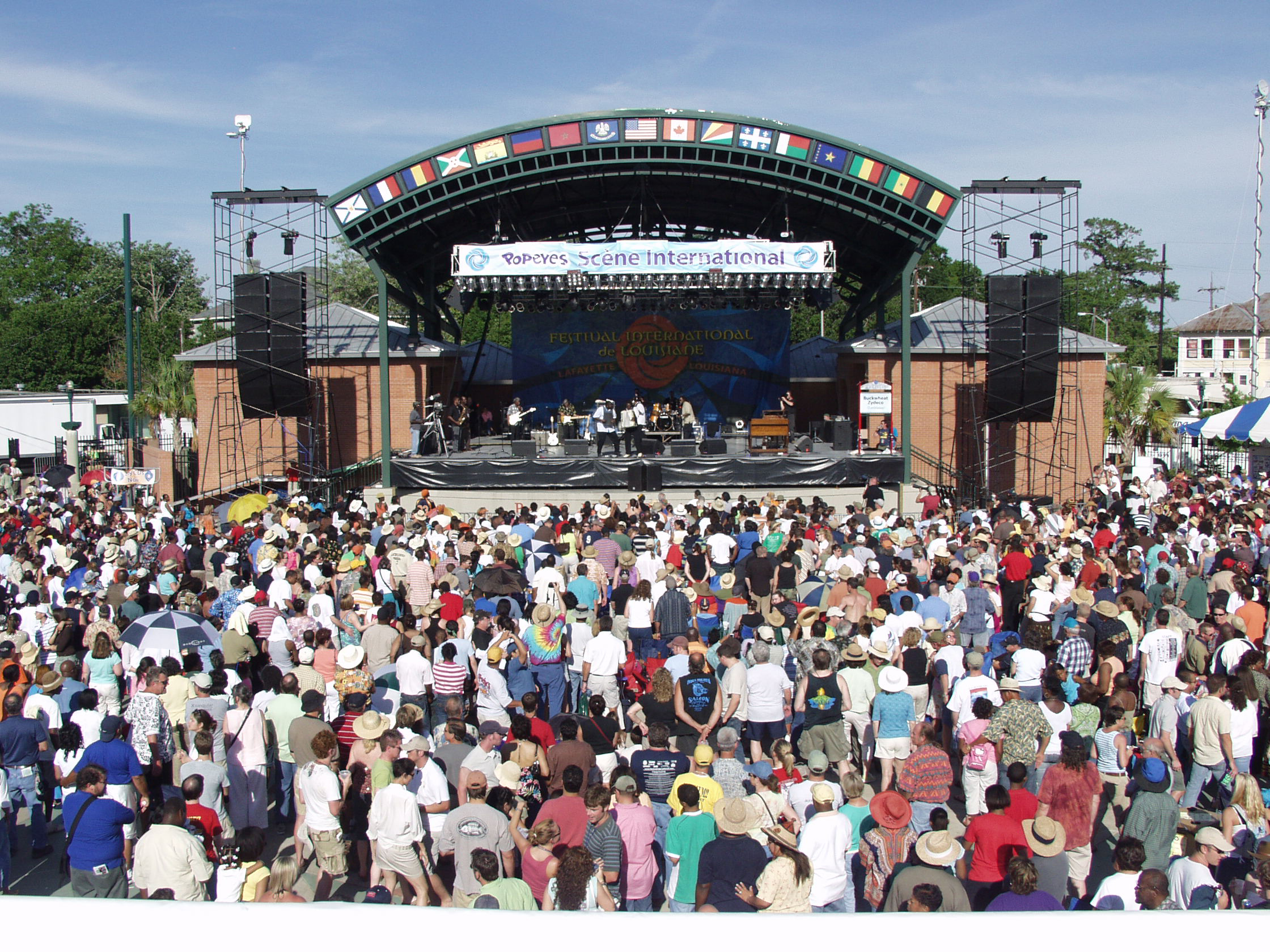
La scène principale du Festival International de Louisiane à Lafayette.

Le Festival International de Louisiane a été créé par la communauté cadienne. C'est une association artistique à but non lucratif en 1986 qui a décidé d'organiser et produire un festival annuel de spectacles des arts visuels et musicaux célébrant le patrimoine culturel français du sud de la Louisiane - en relation avec la langue française et la francophonie, l'Afrique, les Caraïbes, sans oublier des influences hispaniques. Le festival est soutenu par l'association des « Amis Du Festival ».
Le Festival International de Louisiane est le plus grand spectacle en plein air francophone aux États-Unis. Le Festival met un accent particulier à mettre en évidence les liens entre l'Acadiane et le monde francophone. Chaque année, des artistes venus du monde entier sont invités à partager leurs talents musicaux avec les musiciens Cajuns qui perpétuent la musique cadienne, le zydeco et le swamp pop. Le festival permet d'offrir aux visiteurs des recettes culinaires et des produits artisanaux réalisés par des artistes louisianais, et proposés dans le centre-ville au public et aux résidents.
Plus de 1500 volontaires participent, chaque année, à l'organisation et à la réussite du festival. Il se déroule en avril durant une période de cinq jours. Toute la programmation du festival cherche à célébrer l'expression culturelle dans ses formes les plus variées et d'encourager la compréhension et l'appréciation des différentes cultures. Les spectacles du Festival sont gratuits pour le public et visent à encourager la participation des familles de tous ceux qui assistent à ce spectacle festivalier. Le festival se déroule dans le centre-ville historique de Lafayette. Six scènes accueillent les spectacles de musique, et dans les rues s'installent des stands de cuisine louisianaise, des musiciens et animateurs de rues.